# ルキウス2世 (ローマ教皇)
ルキウス2世（Lucius II, ? - 1145年2月15日）は、第166代ローマ教皇（在位：1144年3月12日 - 1145年2月15日）。

## 生涯
イタリアのボローニャ出身。最初はルッカで教会法学者として活躍した。1124年に教皇ホノリウス2世により司祭枢機卿に叙任され、1125年から1126年までドイツの教皇使節を務めた後は教皇庁に勤務、インノケンティウス2世のもとで侍従・司書に叙任された。1144年3月に先代のケレスティヌス2世が死去したため、跡を継いだ。
ところが、ローマで勢力を拡大していた政治集団・コミューン（代弁者は対立教皇アナクレトゥス2世の兄弟ジョルダーノ・ピエルレオーニ）と対立し、ドイツ王コンラート3世やオートヴィル朝のシチリア王ルッジェーロ2世に支援を要請するも失敗。結局、自らの軍隊でコミューンの拠点だったカピトリウム襲撃を指揮したが、敵の投石で重傷を負って間もなく死去した。
自ら軍を指揮したことから「軍人教皇」といわれている。